# Карпово (Островский район)
Ка́рпово — деревня Островского района Псковской области. Входит в состав Островской волости.
Расположена в 1 км к северу от города Остров.

## Население
| 2001 | 2002 | 2010 |
| ---- | ---- | ---- |
| 631  | ↘584 | ↗585 |

## История
В 2005 году по Областному закону от 28 февраля 2005 года № 420-ОЗ было создано муниципальное образование сельское поселение «Бережанская волость» с центром в деревне Карпово На референдуме 11 октября 2009 года было поддержано объединение Бережанской волости с соседней Рубиловской волостью (д. Дубки).
Согласно Областному Закону № 984-ОЗ от 3 июня 2010 года и редакцией Областного Закона «Об установлении границ и статусе вновь образуемых муниципальных образований на территории Псковской области», Бережанская и Рубиловская волости были объединены в новообразованное сельское поселение Бережанская волость с центром в городе Остров, причём бывший волостной центр — деревня Карпово — был передан в состав соседней Волковской волости с упразднением её статуса волостного центра. Но фактически, центр Волковской волости (с её администрацией) разместился, однако, именно в Карпово.
В апреле 2015 года Волковская волость района была упразднена и деревня вошла в состав Островской волости